# Matriz de datos
Datamatrix, o codificación de datos 2D, es un sistema industrial de codificación bidimensional que permite la generación de un gran volumen de información en un formato muy reducido, con una alta fiabilidad de lectura gracias a sus sistemas de información redundante y corrección de errores (legible hasta con un 20%-30% dañado). Además no es necesario un alto contraste para reconocer el código. 
El código está formado por celdas de color blanco y negro (perforadas o no perforadas en el caso de la micropercusión) que forman una figura cuadrada o rectangular. Cada una de esas celdas representa un bit de información. La información puede estar codificada como texto o datos en bruto (raw data en inglés). 

## Aplicaciones
Aplicación más popular para el código Datamatrix es marcar pequeñas piezas o bien marcar directamente las piezas por deformación sin utilizar pegatinas u otros métodos. El marcado directo de piezas de manera indeleble, asegura que el código marcado no se separará nunca de la pieza marcada. La capacidad de un código Datamatrix de almacenar gran cantidad de información en espacio legible de aproximadamente 2 o 3 mm² y el hecho de que puede ser leído con solo una tasa del 20% de contraste lumínico.
La Electronic Industries Alliance (EIA) recomienda usar Datamatrix para etiquetar componentes electrónicos.
El código Datamatrix es parte de una nueva corriente en cuanto a la trazabilidad en muchas industrias, particularmente la aeroespacial, donde los controles de calidad son muy exigentes. Los códigos Datamatrix (y los datos alfanuméricos que los acompañan) identifican los detalles del componente marcado, incluyendo el fabricante, el número de producto y un número de serie único. El Departamento de Defensa de los Estados Unidos de América, actualmente exige que todos los componentes de cada avión nuevo que adquieran esté marcado e identificado por códigos Datamatrix.

## Especificaciones técnicas
El símbolo Datamatrix está compuesto de módulos de celdas cuadradas definidas dentro de un perímetro marcado. Es posible codificar hasta 3116 caracteres ASCII y en la micropercusión superan los 100 caracteres. Cada símbolo consiste en zonas de datos que forman módulos cuadrados en una secuencia regular. Los símbolos más grandes contienen varios módulos y cada zona de datos está delimitada por una línea continua en 2 caras y discontinua en otras 2. Cada código individual está rodeado de una zona lisa que haga las veces de margen.

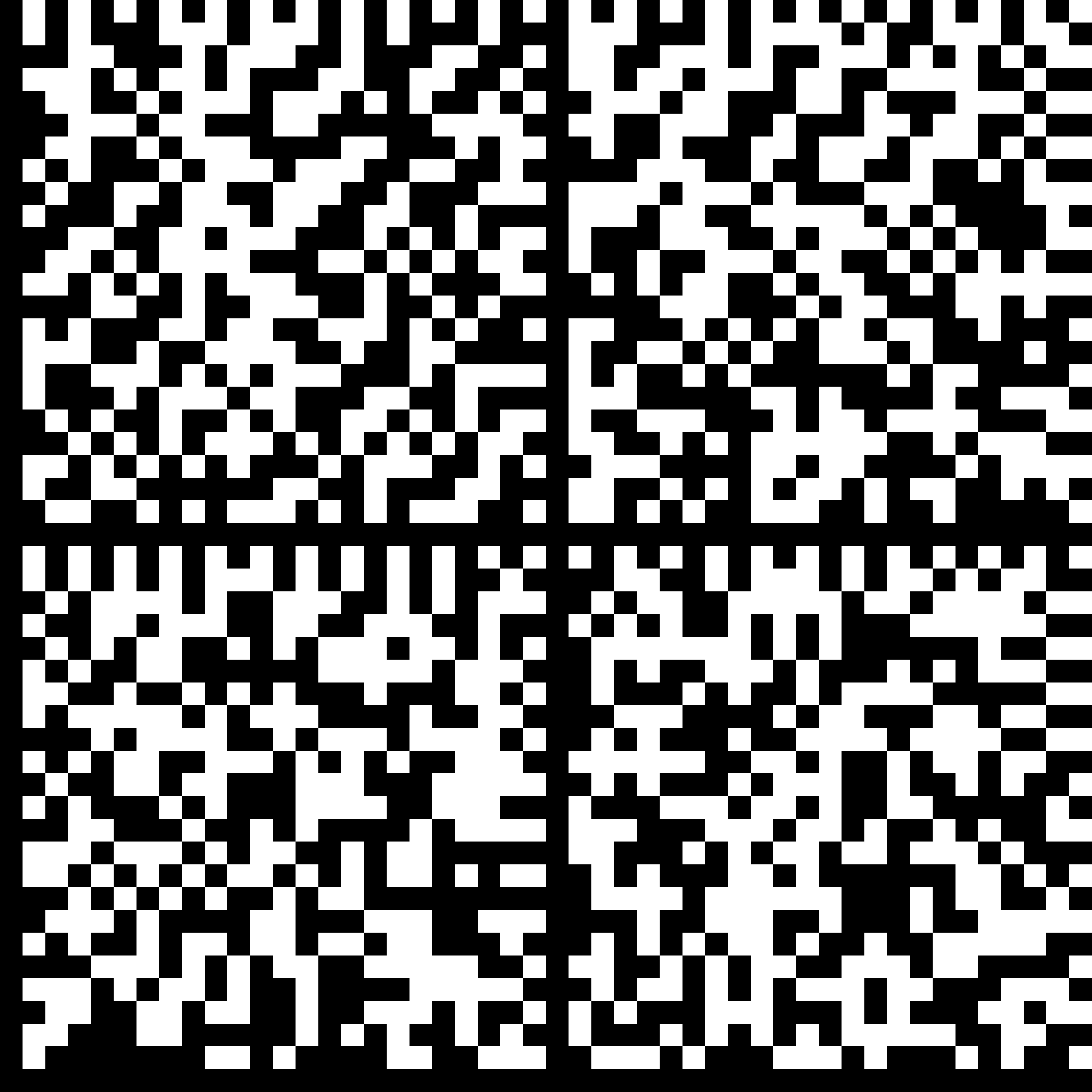
Cuatro matrices integran este Datamatrix

Cada código tiene un número determinado de filas y columnas. La mayoría de los códigos Datamatrix son cuadrados y van desde 10×10 hasta 144×144 puntos. De todos modos también es posible encontrar códigos Datamatrix de forma rectangular con tamaños que van desde los 8×18 a los 16×48. Todos los códigos pueden ser reconocidos desde la esquina superior derecha cuando son iluminados (binario 0).
ECC 200 es la última versión del código Datamatrix y utiliza códigos de Reed-Solomon para la detección y corrección de errores. Este algoritmo permite el reconocimiento de códigos que están dañados hasta en un 60%.

## Aplicaciones Datamatrix

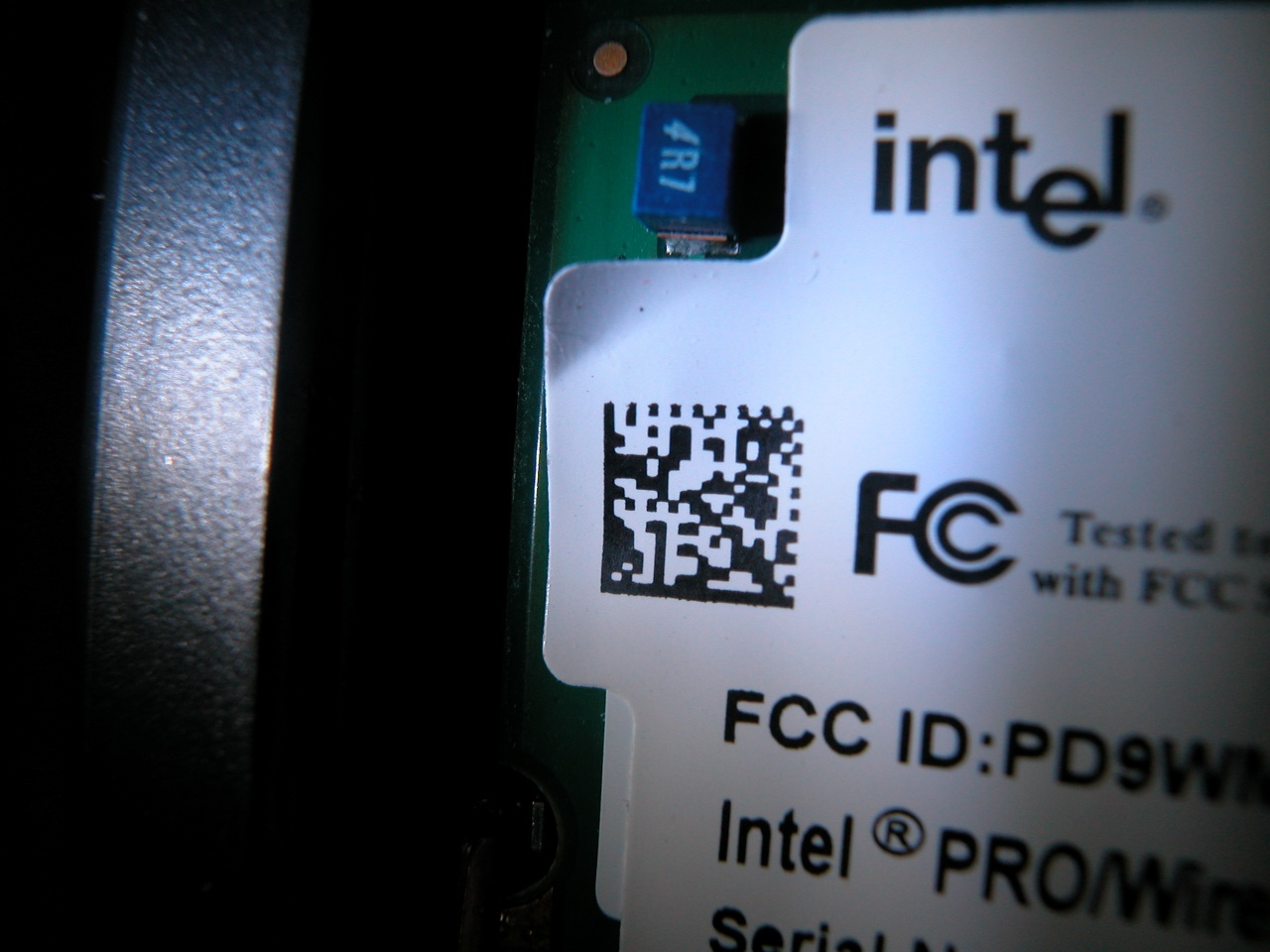
Datamatrix en una tarjeta Intel Wireless Mini PCI con el texto: 15C06E115AZC72983004

Para la industria, los códigos Datamatrix pueden ser marcados de manera directa en los componentes o piezas fabricadas, asegurando así que cada pieza recibe un único código que la identifica de todas las demás. Las técnicas que se utilizan para marcar directamente las piezas son variadas. Las más comunes son mediante micropercusión, tinta, láser y grabado por productos químicos. Estos métodos aseguran el marcado al menos durante toda la vida útil de la pieza. De todos modos, el único método 100% indeleble es marcado por deformación como el utilizado en la micropercusión.
Después de marcar una pieza con un código Datamatrix, lo más común es utilizar un sistema de reconocimiento compuesto por una cámara y un software especial. Esta verificación del Datamatrix asegura que el código cumple con los estándares y también que podrá ser leído durante toda la vida útil de la pieza. Antes de que la pieza fabricada y codificada sea puesta a trabajar, el código Datamatrix podrá ser leído con una cámara que descodificará el mismo. Esto podrá servir para muchos propósitos como la trazabilidad, o la comprobación del stock.

## Estándares
El código Datamatrix fue inventado por RVSI/Acuity CiMatrix. Datamatrix está protegido por un estándar ISO, el ISO/IEC16022—International Symbology Specification, Data Matrix, y es de dominio público, lo que quiere decir que puede ser utilizado sin tener que pagar ningún canon ni licencia de uso.
- ISO/IEC 15418:1999 – Symbol Data Format Semantics
- ISO/IEC 15434:1999 – Symbol Data Format Syntax
- ISO/IEC 15415 – 2-D Print Quality Standard